# Magda Hollander
Magda Hollander Lafon (Záhony, 15 de junio de 1928-Rennes, 26 de noviembre de 2023) fue una escritora, educadora y psicóloga francesa de origen húngaro, nacionalizada francesa.
De origen judío, fue deportada en febrero de 1944 al campo de exterminio de Auschwitz. Sobreviviente del Holocausto, llegó a Francia en 1954. En 2012, escribió el libro Cuatro mendrugos de pan, para dar testimonio de su supervivencia en los campos de exterminio. En 2021 publicó otro texto, Demain au creux de nos mains dirigido a los jóvenes del siglo XXI.

## Biografía
Nació en Záhony, un pueblo en la frontera entre Hungría y Eslovaquia. Sus padres no eran judíos practicantes, a diferencia de sus abuelos maternos.
Fue deportada en 1944 cuando tenía dieciséis años a Auschwitz junto al resto de su familia, que perdió allí la vida. Después de la Segunda Guerra Mundial estudió psicología infantil y aprendió francés.
Fue bautizada católica a los veintitrés años.

## Obra
- 2020, Cuatro mendrugos de pan. (ISBN 9788418264306)
- 2021, Demain au creux de nos mains, Montrouge, Bayard, (ISBN 9782227499706).[5]